# شیر دماغه
شیر‌دماغه (نام علمی: Panthera leo melanochaitus) زیرگونه‌ای منقرض‌شده از شیر است. علت نام‌گذاری این زیرگونه به این نام، زندگی کردن آن در نزدیکی دماغه امید نیک در آفریقا بوده‌است. شیر دماغه با حداکثر ۳.۲ متر طول و ۱۵۰ الی ۲۳۰ کیلوگرم
شیرهای کیپ از نظر اندازه شبیه شیرهای آفریقایی بودند اما کمی سبکتر بودند. بزرگترین شیرهای کیپ حدود ۲۷۰ کیلوگرم (۵۹۴ پوند) وزن داشتند، در حالی که بزرگترین شیرهای آفریقایی حدود ۳۱۳ کیلوگرم (۶۹۰ پوند) وزن داشتند.
```
[
۲
]
 دیگر ویژگی خاص شیر دماغه داشتن گوش‌های لبه‌سیاه و نیز یالی تیره و پرپشت در جنس نر بود که نه تنها دور گردن حیوان را در بر می‌گرفت بلکه تا میانه شکم امتداد می‌یافت. مطالعات و پژوهش‌های اخیر از شیر دماغه به عنوان یک زیرگونه مستقل پشتیبانی نمی‌کنند و آن را به عنوان بخشی از جمعیت شیر ترانسفال 
(
نام علمی
: 
Panthera leo krugeri
)
 معرفی می‌کنند.
[
نیازمند منبع
]
```

## گستره
شیرهای دماغه در گستره‌ای زندگی می‌کردند که دماغه امید نیک در آفریقا را در بر می‌گرفت. این زیرگونه تنها زیرگونه‌ای از شیر نبود که در این ناحیه زندگی می‌کرد و گستره دقیق زندگیش نامشخص است ولی بیشتر در استان کیپ غربی و در نزدیکی کیپ‌تاون یافت می‌شد. یکی از واپسین نمونه‌ایی از این شیر که در آن منطقه دیده شد در ۱۸۵۸ کشته شد. در سال ۱۸۷۶ کاشف چکی، امیل هولوب، توله شیری خرید که دو سال بعد مرد.